# タイラー・ホルトン
ウェストン・タイラー・ホルトン（Weston Tyler Holton, 1996年6月13日 - ）は、 アメリカ合衆国フロリダ州タラハシー出身のプロ野球選手（投手）。左投左打。MLBのデトロイト・タイガース所属。

## 経歴

### プロ入り前
2017年のMLBドラフト35巡目（全体1049位）でマイアミ・マーリンズから指名されたが、この時は契約しなかった。その後、2018年にはトミー・ジョン手術を受けている。

### プロ入りとダイヤモンドバックス時代
2018年のMLBドラフト9巡目（全体279位）でアリゾナ・ダイヤモンドバックスから指名され、プロ入り。
2019年、傘下のルーキー級アリゾナリーグ・ダイヤモンドバックスでプロデビュー。A-級ヒルズボロ・ホップスでもプレーし、2チーム合計で13試合（先発10試合）に先発登板して4勝0敗、防御率2.39、56奪三振を記録した。
2020年はマイナーリーグがCOVID-19の影響で試合が開催されなかったため、公式戦の登板は無かった。
2021年はAA級アマリロ・ソッドプードルズとAAA級リノ・エーシズでプレーし、2チーム合計で26試合（先発11試合）に登板して4勝4敗1セーブ、防御率6.72、78奪三振を記録した。
2022年はAAA級リノで開幕を迎えた。4月28日にメジャー契約を結んでアクティブ・ロースター入りし、同日のセントルイス・カージナルス戦でメジャーデビュー。この年メジャーでは10試合に登板して防御率3.00、6奪三振を記録した。
2023年2月15日にDFAとなった。

### タイガース時代
2023年2月17日にウェイバー公示を経てデトロイト・タイガースへ移籍した。シーズンではメジャーに定着し、59試合（先発1試合）に登板して3勝2敗1セーブ、防御率2.11、74奪三振を記録した。

## 投球スタイル
圧倒的な決め球は無いが、曲がりの鋭いスライダー、伸びのあるフォーシーム、絶妙にタイミングを外すチェンジアップと、打者を仕留める球種は豊富である。

## 詳細情報

### 年度別投手成績
| 年 度    | 球 団    | 登 板 | 先 発 | 完 投 | 完 封 | 無 四 球 | 勝 利 | 敗 戦 | セ 丨 ブ | ホ 丨 ル ド | 勝 率 | 打 者 | 投 球 回 | 被 安 打 | 被 本 塁 打 | 与 四 球 | 敬 遠 | 与 死 球 | 奪 三 振 | 暴 投 | ボ 丨 ク | 失 点 | 自 責 点 | 防 御 率 | W H I P |
| -------- | -------- | ----- | ----- | ----- | ----- | -------- | ----- | ----- | -------- | ----------- | ----- | ----- | -------- | -------- | ----------- | -------- | ----- | -------- | -------- | ----- | -------- | ----- | -------- | -------- | ------- |
| 2022     | ARI      | 10    | 0     | 0     | 0     | 0        | 0     | 0     | 0        | 0           | ----  | 39    | 9.0      | 8        | 1           | 2        | 0     | 1        | 6        | 1     | 0        | 3     | 3        | 3.00     | 1.11    |
| 2023     | DET      | 59    | 1     | 0     | 0     | 0        | 3     | 2     | 1        | 14          | .600  | 324   | 85.1     | 56       | 9           | 18       | 1     | 1        | 74       | 4     | 0        | 21    | 20       | 2.11     | 0.86    |
| 2024     | DET      | 66    | 9     | 0     | 0     | 0        | 7     | 2     | 8        | 15          | .778  | 354   | 94.1     | 57       | 7           | 17       | 1     | 4        | 77       | 0     | 0        | 25    | 23       | 2.19     | 0.78    |
| MLB：3年 | MLB：3年 | 135   | 10    | 0     | 0     | 0        | 10    | 4     | 9        | 29          | .714  | 717   | 188.2    | 121      | 17          | 37       | 2     | 6        | 157      | 5     | 0        | 49    | 46       | 2.19     | 0.84    |

- 2024年度シーズン終了時

### 年度別守備成績
| 年 度 | 球 団 | 投手（P） | 投手（P） | 投手（P） | 投手（P） | 投手（P） | 投手（P） |
| 年 度 | 球 団 | 試 合     | 刺 殺     | 補 殺     | 失 策     | 併 殺     | 守 備 率  |
| ----- | ----- | --------- | --------- | --------- | --------- | --------- | --------- |
| 2022  | ARI   | 10        | 0         | 0         | 0         | 0         | ----      |
| 2023  | DET   | 59        | 10        | 6         | 0         | 3         | 1.000     |
| 2024  | DET   | 66        | 4         | 12        | 0         | 0         | 1.000     |
| MLB   | MLB   | 135       | 14        | 18        | 0         | 3         | 1.000     |

- 2024年度シーズン終了時

### 背番号
- 67（2022年）
- 87（2023年 - ）